# Amphilophus xiloaensis
Amphilophus xiloaensis es una especie de peces de la familia Cichlidae en el orden de los Perciformes.

## Morfología
Los machos pueden llegar alcanzar los 16 cm de longitud total.

## Distribución geográfica
Se encuentra en  América Central: es una especie de peces endémica de la Laguna de Xiloá (Nicaragua). 